# Volleybal op de Paralympische Zomerspelen
Volleybal, ook wel zitvolleybal genoemd, is een van de sporten die op het programma van de Paralympische Spelen staan. De sport is toegankelijk voor sporters met een bepaalde lichamelijke handicap. De sport staat onder auspiciën van de World Organisation Volleyball for Disabled (WOVD). Op de eerste Paralympics werd door gehandicapten alleen staand gevolleybald. Later werd de sport alleen maar zittend beoefend.

## Geschiedenis
Volleybal staat sinds 1976 op het programma, destijds alleen staand volleybal voor mannen. In 1980 werd het zittend volleybal, ook alleen voor mannen, toegevoegd. Staand wordt tegenwoordig nog steeds beoefend, maar staat sinds Athene 2004 niet meer op het paralympisch programma. De vrouwen streden voor het eerst in Athene 2004 mee in het zitvolleybal.
Nederland heeft bij de mannen 2x goud en 2x zilver gewonnen. De vrouwen hebben in 2004 zilver behaald en in 2008 het brons mee naar huis genomen.
Regels staand volleybal
Oorspronkelijk werd deze vorm door geamputeerden gespeeld. Afhankelijk van de aard en omvang van de beperking werd een speler in een van de negen beschikbare categorieën ingedeeld. Elke categorie kende een handicapscore (een grotere beperking leidde tot een hogere score) en op het veld moesten altijd ten minste 13 punten staan. In 1984 werden ook andere handicapsoorten toegelaten tot de sport. In 1988 kwam het tot een eenduidige classificatiesysteem die alle soorten omvatte.
Voor de regels van zitvolleybal zie het hoofdartikel zitvolleybal

## Classificatie
- De spelers moeten voor zitvolleybal een bepaalde minimale beperking hebben.

## Medailles

### Staand Volleybal
| Editie                          | Goud · | Zilver · | Brons · |
| ------------------------------- | ------ | -------- | ------- |
| Toronto 1976                    | ISR    | GBR      | FIN     |
| Arnhem 1980                     | ISR    | POL      | FRG     |
| New York/Stroke Mandeville 1984 | ISR    | FRG      | FRA     |
| Seoel 1988                      | FRG    | ISR      | POL     |
| Barcelona 1992                  | GER    | POL      | TCH     |
| Atlanta 1996                    | GER    | SVK      | POL     |
| Sydney 2000                     | GER    | CAN      | SVK     |

### Zitvolleybal

#### Mannen
| Editie                          | Goud · | Zilver · | Brons · |
| ------------------------------- | ------ | -------- | ------- |
| Arnhem 1980                     | NED    | SWE      | YUG     |
| New York/Stroke Mandeville 1984 | NED    | FRG      | SWE     |
| Seoel 1988                      | IRI    | NED      | NOR     |
| Barcelona 1992                  | IRI    | NED      | GER     |
| Atlanta 1996                    | IRI    | NOR      | FIN     |
| Sydney 2000                     | IRI    | BIH      | FIN     |
| Athene 2004                     | BIH    | IRI      | EGY     |
| Beijing 2008                    | IRI    | BIH      | RUS     |
| Londen 2012                     | BIH    | IRI      | GER     |
| Rio de Janeiro 2016             | IRI    | BIH      | EGY     |

#### Vrouwen
| Editie              | Goud · | Zilver · | Brons · |
| ------------------- | ------ | -------- | ------- |
| Athene 2004         | CHN    | NED      | USA     |
| Beijing 2008        | CHN    | USA      | NED     |
| Londen 2012         | CHN    | USA      | UKR     |
| Rio de Janeiro 2016 | USA    | CHN      | BRA     |

## Deelnemende landen

### Mannen
| Editie                           | landen |
| -------------------------------- | --- |
| Toronto 1976                     | ISR - GBR - FIN - CAN                                                                                           |
| Arnhem 1980                      | POL - ISR - FRG - GBR - EGY - NED - YUG - NOR - SWE - FIN - LUX                                                 |
| New York / Stoke Mandeville 1984 | ISR - FRG - FRA - GBR - USA - CAN - BIR - NED - SWE - YUG - EGY - FIN - NOR                                     |
| Seoel 1988                       | FRG - ISR - POL - KOR - GBR - USA - NED - NOR - SWE - EGY - IRI - YUG - FRG - HUN                               |
| Barcelona 1992                   | GER - POL - USA - TCH - FRA - ISR - GBR - IRI - SWE - EGY - ESP - NED - FIN - HUN - NOR - IRQ - GOS             |
| Atlanta 1996                     | GER - SVK - ISR - GBR - POL - USA - FRA - CZE - IRI - FIN - HUN - KAZ - RUS - ARG - NOR - NED - GER - UKR - SWE |
| Sydney 2000                      | GER - CAN - POL - AUS - USA - SVK - ISR - CAM - IRI - NED - HUN - JPN - EGY - BIH - FIN - KOR - LBA             |
| Athene 2004                      | IRI - GER - FIN - JPN - BIH - EGY - USA - GRE                                                                   |
| Beijing 2008                     | BIH - RUS - CHN - IRQ - IRI - EGY - BRA - JPN                                                                   |
| Londen 2012                      | GER - RUS - EGY - GBR - MAR - IRI - BIH - BRA - CHN - RWA                                                       |
| Rio de Janeiro 2016              | EGY - BRA - GER - USA - IRI - BIH - UKR - CHN                                                                   |

### Vrouwen
| Editie              | landen                                        |
| ------------------- | --------------------------------------------- |
| Athene 2004         | CHN - NED - USA - SLO - FIN - UKR             |
| Beijing 2008        | NED - SLO - UKR - JPN - CHN - USA - LTU - LAT |
| Londen 2012         | UKR - NED - JPN - GBR - CHN - USA - BRA - SLO |
| Rio de Janeiro 2016 | BRA - CAN - GER - USA - IRI - RWA - UKR - CHN |